# Wera Hotz-Kowner

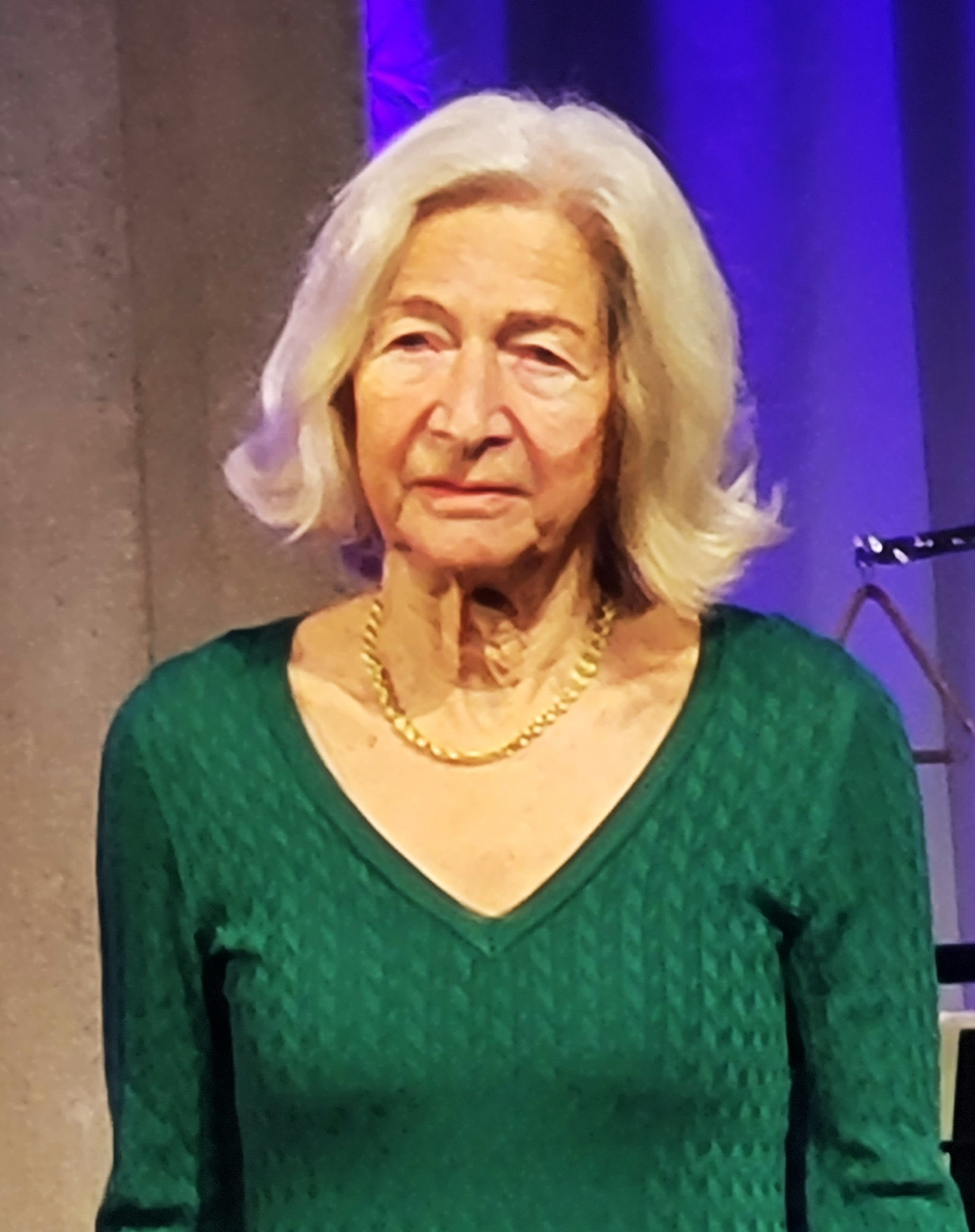
Wera Hotz-Kowner, ETH-Tag 2023

Wera Hotz-Kowner (* 1939 in Zürich) ist eine Schweizer Elektroingenieurin und Unternehmerin. Sie war die erste Diplom-Absolventin der Elektrotechnik an der ETH Zürich.

## Leben und Wirken
Wera Hotz-Kowner ist die Tochter von Jakob Kowner, welcher aus Russland in die Schweiz emigrierte und 1913 ein Ingenieurbüro in Zürich eröffnete.
Sie besuchte das Freie Gymnasium in Zürich und schloss mit der Matura ab. Das Studium der Elektrotechnik an der ETH Zürich begann sie 1958 als erste Frau überhaupt. Bestandteil des Elektrotechnikstudiums war ein halbjähriges Pflichtpraktikum, welches sie bei Brown, Boveri & Cie (BBC, heute ABB) absolvierte. Dort war sie die erste Praktikantin. Während des Studiums wurde sie aktiv im Akademischen Sportverband Zürich (ASVZ). Nach Abschluss ihres Studiums als Diplomingenieurin der Elektrotechnik und Betriebswirtschaft war sie ab 1964 während zweier Jahre in New York City im Planungsbüro von Syska & Hennessy tätig. Danach kehrte sie in die Schweiz zurück. Als ihr Vater starb, musste sie ab 1970 das Unternehmen Jakob Kowner AG mit 120 Mitarbeitenden leiten. Dank einem Boom in der Schweizer Bauindustrie wuchs das Unternehmen unter ihrer Führung in kurzer Zeit auf über 200 Mitarbeitende und eröffnete ausser dem Stammsitz in der Stadt Zürich weitere Büros in Erlenbach ZH, Freienbach, Regensdorf und Glattbrugg. Ihre Tochter Regula, ebenfalls ETH-Absolventin, übernahm 2012 von ihr die Leitung der Familienfirma.
Seit 2013 unterstützt Wera Hotz-Kowner die ETH Zürich Foundation insbesondere für die Ausrichtung von Exellenz-Stipendien.
Sie ist verheiratet und hat fünf Töchter und einen Sohn.

## Weitere Tätigkeiten
- Präsidentin von 1981 bis 1986 Schweizerischer Ingenieur- und Architektenverein (SIA Sektion Zürich)
- Mitglied Schweizerische Akademie der Technischen Wissenschaften (SATW).
- Mitglied Schweizerische Management Gesellschaft (SMG)[1]

In diesen Organisationen hat sie sich in entsprechenden Interessengruppen für mehr Frauen in MINT-Berufen (Mathematik, Informatik, Naturwissenschaft und Technik) eingesetzt.

## Ehrungen
- Ehrenrätin der ETH Zürich (seit 2023)[1]

## Pressehinweise
- Yvonne Helble: Schweizer Chefinnen verzweifelt gesucht. In: NZZ. 23. August 2012, S. 55, abgerufen am 26. November 2023.
- Wirtschaftsstandort Zürich im globalen Wettbewerb.  In: NZZ. 5. Juli 1997, S. 11, abgerufen am 26. November 2023.